# پتانسیل لنارد-جونز

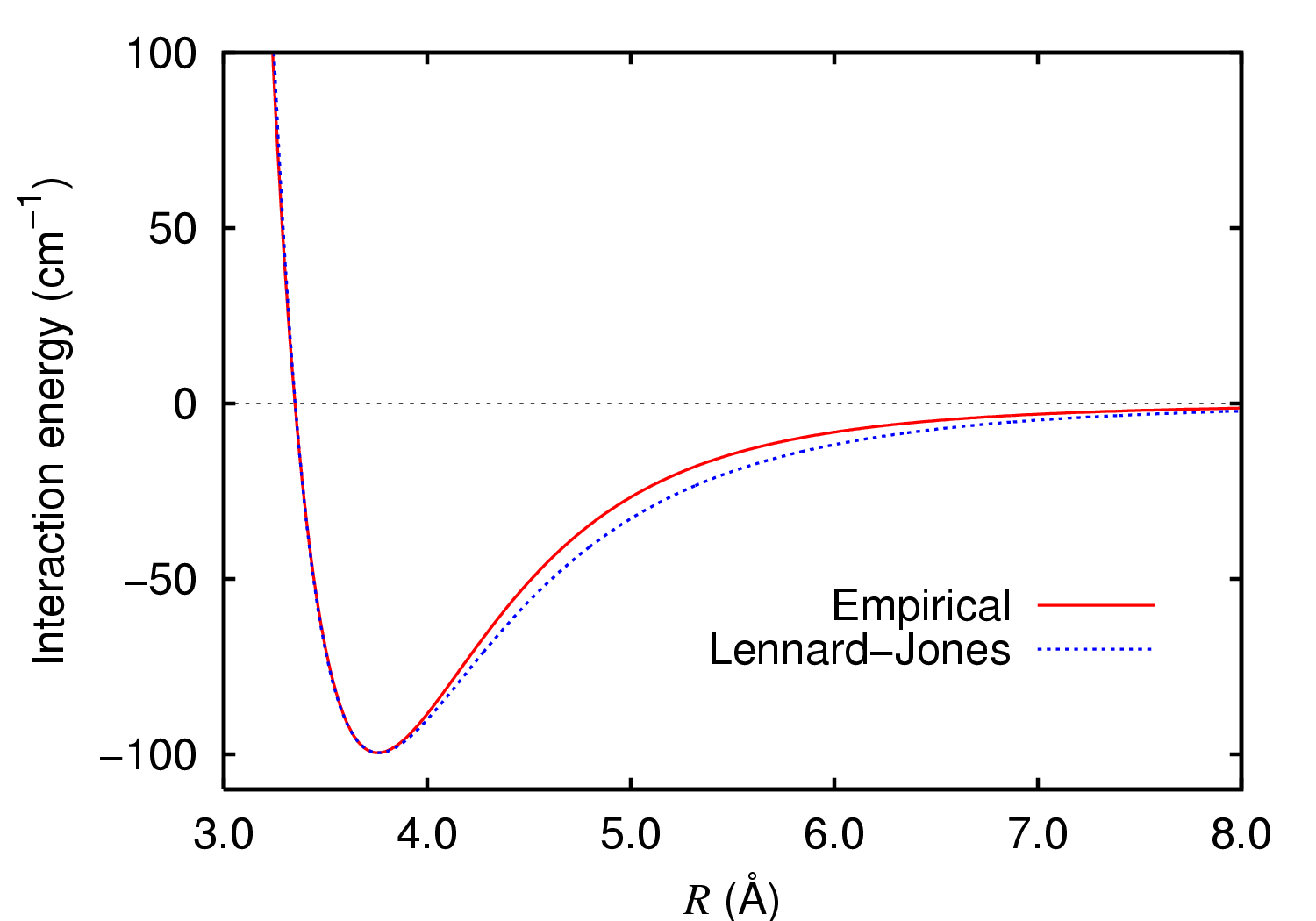
پتانسیل لنارد-جونز برای مولکول دو اتمی آرگون. منحنی سرخ‌رنگ دادهٔ تجربی است و منحنی نقطه‌چین برازش پتانسیل لنارد-جونز به داده‌ها.

پتانسیل لنارد-جونز یک پتانسیل تقریبی برای توصیف برهم‌کنش میان دو ذره (اتم یا مولکول) است که در فاصله‌های دور نیروی رباینده و در فاصله‌های نزدیک نیروی راننده دارند. نیروی رباینده معولاً نیروی واندروالسی و نیروی راننده نیروی رانش ناشی از هم‌پوشانی ابر الکترونی دو ذره است (نیروی پاؤلی که از اصل طرد پاولی می‌آید). رابطهٔ ریاضی این پتانسیل به شکل زیر است:
{\displaystyle V(r)=4\epsilon \left[\left({\frac {\sigma }{r}}\right)^{12}-\left({\frac {\sigma }{r}}\right)^{6}\right]}
در این رابطه {\displaystyle \,\epsilon } نشان‌گر عمق چاه پتانسیل است و {\displaystyle \,\sigma } فاصله‌ای است که در آن پتانسیل صفر می‌شود. این پارامترها را معمولاً با برازش داده‌های آزمایشگاهی تعیین می‌کنند یا از محاسبات دقیق در شیمی کوانتومی به دست می‌آورند.
پتانسیل لنارد-جونز را گاهی پتانسیل ‎L-J‎ یا پتانسیل ‎۶-۱۲‎ هم می‌نامند. این پتانسیل را جان لنارد-جونز در سال 1924 پیشنهاد کرد.
این پتانسیل فقط یک تقریب است و از نظریهٔ بنیادی‌تری به دست نیامده است. توان ۱۲ در جملهٔ نخست فقط برای افزایش سرعت محاسبات برگزیده شده ({\displaystyle \,r^{12}} توان دوم {\displaystyle \,r^{6}} است). با این حال، پتانسیل لنارد-جونز به‌خاطر سادگی‌اش اغلب برای مدل‌سازی خواص گازها و مولکول‌ها به کار می‌رود و تقریب خوبی به‌ویژه برای گازهای نجیب است.
روش‌های تازه‌تری نیز برای توصیف دقیق‌تر برهمکنش میان مولکول‌ها پیشنهاد شده‌اند مانند معادلهٔ استوک-میر یا معادلهٔ چندگانه. روش‌های شیمی کوانتومی مانند نظریهٔ اختلال مولر-پلِسِت، روش خوشهٔ جفتیده یا پتانسیل کامل برهمکنش به نتایج بسیار دقیق‌تری می‌انجامند، ولی توان محاسباتی بیشتری را نیز می‌طلبند.